# Велик македонски събор
Великият македонски събор е първият общ конгрес на всички македонски организации в България, проведен в 1933 година, на който за пръв път е прокламирана нова крайна цел на македонското освободително движение – Независима Македония.

## Делегати
Организиран е от михайловисткото крило във Вътрешната македонска революционна организация и от Националния комитет на Съюза на македонските благотворителни братства в България. Провежда се на 12 февруари 1933 година в Горна Джумая. Присъстват делегати и от Илинденската организация, Македонския женски съюз, Македонското студентско дружество „Вардар“, Македонския младежки съюз, Македонския научен институт, Македонската парламентарна група, както и представители на общините в Пиринска Македония. Общо делегатите и гостите на конгреса са над 20 000, а специални приветствия са прочетени от организации, които не могат да изпратят делегати като например МПО. Делегатите пътуват със 75% отстъпка от железопътните билети, а на делегатите чиновници е разрешен седемдневен отпуск от съответните министерства. Целият град е украсен - обществените сгради са украсени с трикольори, пред кметството е построена арка, на чиято лицева страна има надпис „Македонци, разчитайте преди всичко на себе си“, а от другата страна – „Жива, жива е Македония“. Арката е с портретите на Тодор Александров, Гоце Делчев, Даме Груев, Йордан Гюрков, Мара Бунева и Пейо Яворов. На читалището има надпис „Македонио, ако те забравя, езикът ми да онемее“, а из града е изписано: „Македония за македонците“, „Македонският дух е несломим“, „Да живее свободна и независима Македония“.
Дневният ред е:
- 1. Доклад от името на всички управителни тела на македонските организации и институти в България върху положението в Македония и македонските българи;
- 2. Произнасяне на събора върху този доклад;
- 3. Изработване и приемане на декларация от страна на всички македонски организации по македонския въпрос.[1]

## Приветствия
На 11 февруари делегатите са приветствани от кмета на Горна Джумая Панайот Тасев и от председателя на братството „Тодор Александров“ Гьорче Попангелов. На 12 февруари сутринта Неврокопският митрополит Макарий в съслужение с архимандрит Паисий и 36 свещеници отслужва молебен и благославя събора „за мъдри решения“ и изказва своята вяра в бъдещия свободен живот на Македония. Съборът е открит от Георги Кондов, председател на Националния комитет, който освен от негово име говори от името на Македонския национален комитет, Илинденската организация, Съюза на македонските студентски дружества, Македонския научен институт и Македонската парламентарна група. В речта си Кондов декларира историческа гордост от добитите резултати в борбите за запазване на „българското име и чест“, подчертава единството на „македонските изгнаници в България“, здраво сплотени около идеята за свободна и независима Македония, разграничава се от протогеровистите и разединяващата македонското движение комунистическа позиция и оптимистично показва вяра в бъдещото възкресение на „свободна и независима Македония“.
В избраното бюро влизат: председател – инженер Христо Станишев, подпредседатели - генерал о.з. Симеон Добревски, доктор Владимир Руменов и председателят на Петричката постоянна комисия Александър Димчев и четирима секретари - П. Димитров, Славова, Ив. Димитров и доктор Владимир Бъчваров. В поздравителната си реч Станишев заявява, че на форума присъства „единната мисъл и воля на Македония“, душата ѝ, която поробителите се опитват да изтръгнат, и че идеята за самостоятелност на Македония не е сепаратизъм спрямо братята от Добруджа, Мизия и Тракия, защото
| „ | Македония ще запази духовното единство с всичките си братя, където и да са те. | “ |

След Станишев говори Йордан Чкатров, който като Запасен член на Централния комитет на ВМРО поднася поздравление от името на ЦК, в което заявява, че борбата е срещу поробителите и срещу комунистите и козните на продадените български общественици и управници, проводници на сърбоманството. Според ЦК ВМРО може да разговаря с „белградските управници само с пушки и бомби“ за изграждане на „самостоятелна македонска държава“. Страничните фронтове на ВМРО са болшевишки опити за рушене на надкласовото народно дело, които не отстъпват на сръбските и гръцки похвати и „българското партизанство и сърбоманство на официална София“. Заради това разделение се създават предпоставки за „духовното раздвоение на българското племе“.
Поздрав отправят доктор Асен Татарчев и неговата съпруга Марта Татарчева, родена в Швейцария, седем години живяла в Ресен и убедена, че Македония е обитавана предимно от българи. Те подават петиция до ОН в Женева от името на македонското население, след което пристигат като гости на събора. Марта Татарчева казва:
| „ | Швейцарка по рождение, моята съдба се свърза с македонски българин. Седем години живях в Ресен и там, както и при другите си обиколки в Македония, се убедих, че там живеят българи. Това могат да отричат само хора, които не желаят да видят истината. Моят мъж и аз отидохме в Женева, за да защитим Македония... Моят мъж лежа 4 години в затвора, но аз като майка на две деца заявявам с гордост, че съм готова винаги да възпитавам своите деца в любов към Македония и към нейната борба за освобождение... | “ |

Честитка от името на Анте Павелич прочита и представителят на усташите Марко Дошен, в която се пожелав да се осъществи
| „ | най-големият македонски и хърватски идеал - свободна и независима македонска държава и свободна и независима хърватска държава | “ |

Други приветствия отправят и Хасан бей от Кукуш, председателят на Илинденската организация Кирил Христов Совичанов, председателят на Съюза на културно-просветните дружества „Добруджа“ Ангел Стоянов, представителят на Западните покрайнини Петър Еленков, представителят на тракийската емиграция К. Бобев и Георги Москов от Съюза на военните инвалиди. След това съборът е пренесен в читалището, заради лошото време. Изказват се Васил Василев, Сребрен Поппетров, кметът на Петрич Георги Анастасов и други.

## Решения
Съборът приема единодушно декларация, изготвена от комисия в състав Константин Станишев, протойерей Димитър Ташев, Емануил Лепчев, професор Стефан Баджов, Христо Гюрков, Георги Попапостолов, Вака Ваканов и Владимир Казанджиев, в която се казва, че
| „ | най-същественото условие за премахването на враждите и недоверието между балканските народи е обособяването на Македония, която днес е разпокъсана между трите държави Югославия, Гърция и България, в една самостоятелна политическа единица в нейните естествени географски граници. Идеалът е „Македония за македонците!“... С прискърбие съборът констатира, че рушители и престъпници спрямо македонското дело намират подкрепа и съдействие в българските официални политически кръгове. | “ |

Така за пръв път официално Независима Македония измества автономията като цел на борбата на освободителното движение.
Приет е и Призив към македонската емиграция в България, подписан от бюрото, от ръководителите на Македонския национален комитет Георги Кондов и Христо Зографов, от Съюз „Илинден“ Кирил Христов и Христо Шалдев, от Македонския женски съюз – Вела Карайовова и Константина Александрова (сестра на Тодор Александров), от Македонската парламентарна група – Константин Станишев и Петър Мърмев, от Македонския младежки съюз – Д. Михайлов и от Македонския студентски съюз със секретар Г. Николов. В Призива се казва, че
| „ | известните партизански кръжоци в България ще престанат да тормозят нашето освободително дело, което в основата си е дело за спасение на българщината в Македония... Да живее свободният български народ! | “ |

Съборът е посрещнат с вълна от негодувание в Гърция и Югославия. Печатът и в двете страни сипе заплахи срещу България, а Белград протестира и с официална нота, връчена на 27 февруари от пълномощния министър доктор Александър Вукчевич на Александър Гиргинов, заместника на болния министър-председател Никола Мушанов. В нотата се изказва възмущение от
| „ | откритите позиви за въоръжена борба с пушки и бомби | “ |

както и от откритото съдействие на властите – намалените цени на влаковите билети за делегатите, присъствието на горноджумайския кмет, на митрополит Макарий и на началника на гарнизона полковник Недев, който заявява, че „българската армия е винаги готова заедно с македонците да освободи Македония“. На 9 март Гиргинов отговаря с нота, в която отрича да е споменавана фразата „въоръжена борба с пушки и бомби“, обяснява се, че съборът е на частни организации, в който, както и в молебена на митрополита, държавата не може да се намесва, а речта на полковник Недев „който не би могъл да откаже поканата, е засегнала безспорен исторически факт“.